# Norman Squire
Norman Powell Squire (* 22. November 1909 in Christchurch, Neuseeland; † 23. Dezember 1974 in Sydney, Australien) war ein australischer Snookerspieler.

## Leben
Squire wurde 1909 als Sohn eines Maurers geboren. Er besuchte eine öffentliche Schule und ein Jahr lang eine technische Hochschule.
1935 wanderte Squire auf Anraten des Snookerspieler Edward James O’Donoghue, der sein Talent erkannte, nach Sydney aus. Er trainierte lange und wurde stetig besser. 1939 heiratete er Annie Ross. 1943 ging er als Flugzeugmechaniker zur Royal Australian Air Force und verbrachte dort zwei Jahre. Durch den Zweiten Weltkrieg wurden seine Chancen auf eine Snookerkarriere zunichtegemacht. Dennoch trainierte er und wurde im Alter von über 50 Jahren Snookerprofi.

### Snooker
Norman Squire gewann 1964 den Australian Professional Championship. Zwei Ausgaben zuvor belegte er Platz zwei hinter Eddie Charlton. Auch 1970 scheiterte er an Charlton, nachdem er unter anderem gegen Warren Simpson gewonnen und gegen Paddy Morgan und Charlton verloren hatte. Durch diesen zweiten Platz konnte Squire an den Turnieren der Snooker-Saison 1970/71 teilnehmen. So nahm Squire an der Snookerweltmeisterschaft 1971 teil, belegte aber mit vier Niederlagen den letzten Platz. Nach dieser Saison verlor er wegen fehlender Erfolge die Teilnahmeberechtigung. Squire nahm bis 1974 immer am Australian Professional Championship teil, verlor aber häufig seine ersten Spiele. Bei seiner letzten Teilnahme konnte Squire Gary Owen mit 11:9 besiegen, verlor dann aber gegen Warren Simpson.

### Danach
Nachdem er sich von seiner ersten Frau geschieden hatte, heiratete er 1969 nochmal. Seine Hobbys neben dem Snookersport waren das Glücksspiel, Pferderennen und Hunde.
Während eines Snookerspiels im City Tattersalls Club in Sydney starb er nach einem Herzinfarkt. Während des Spiels wurde um eine Geldprämie von 6000 ₤ gespielt.

## Erfolge
- Australian Professional Championship 1964[1]